# Biserica Nașterea Maicii Domnului din Miroslava

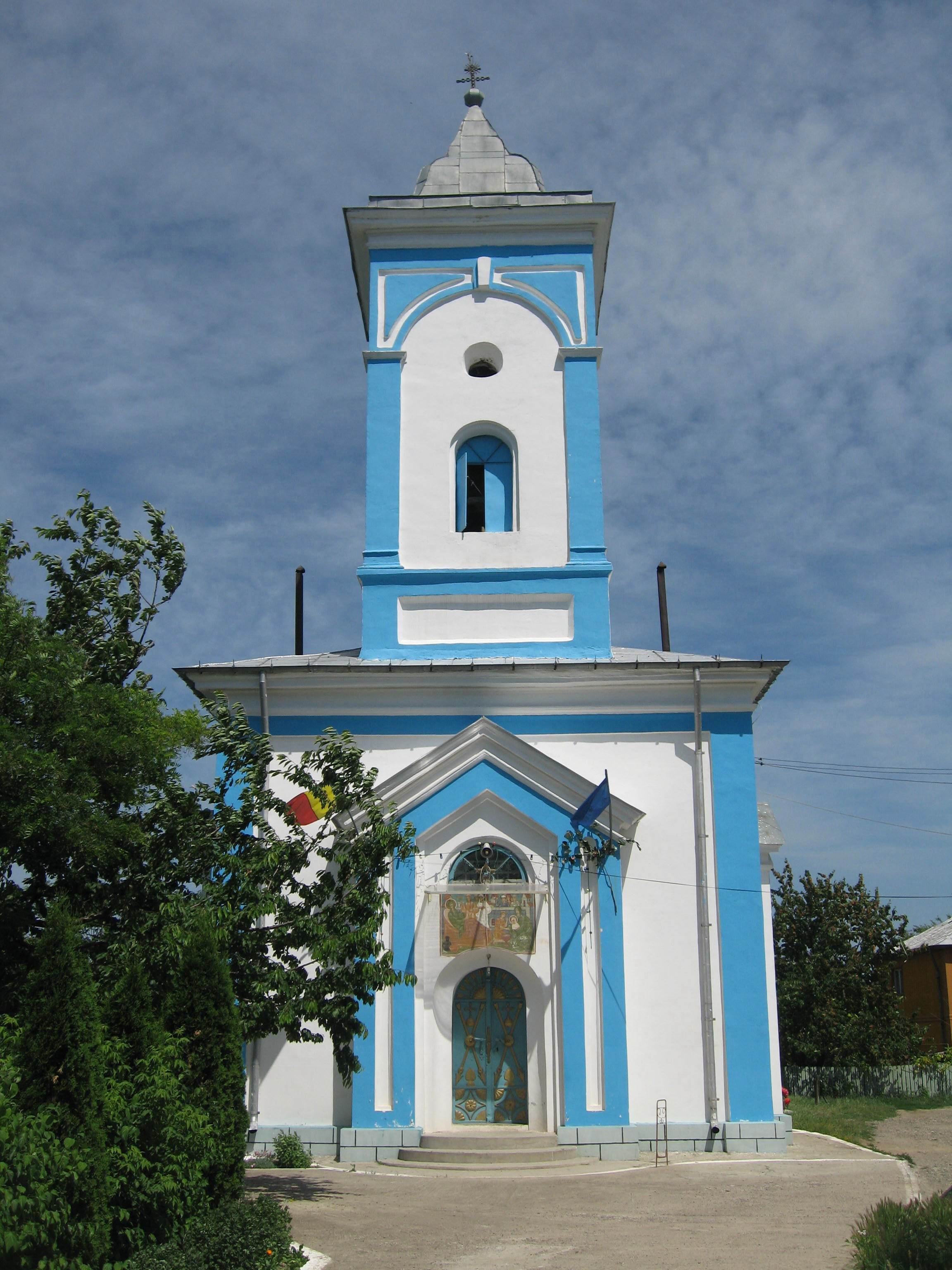
Biserica "Nașterea Maicii Domnului" din Miroslava.

Biserica "Nașterea Maicii Domnului" din Miroslava este o biserică ortodoxă construită în jurul anului 1811 în localitatea Miroslava (județul Iași). Ea se află în curtea Liceului Agricol "Mihail Kogălniceanu" din Miroslava.
Biserica „Nașterea Maicii Domnului” din Miroslava a fost inclusă în anul 2004 pe Lista monumentelor istorice din județul Iași, având codul cod LMI IS-II-m-B-04203. 

## Istoric
Biserica "Nașterea Maicii Domnului" din Miroslava a fost construită în jurul anului 1811. Ea este amintită într-un document din 21 decembrie 1833.   După unele surse, ea ar fi fost reclădită pe la 1850 de către arhiereul Filaret Beldiman "Apamias" (1770-1844). 
Principele Alexandru Gh. Mavrocordat (4 iunie 1844 - 18 martie 1907), strănepot al foștilor domnitori ai Moldovei, a restaurat acest lăcaș de cult. Pe latura de sud a bisericii, în interior, se află un monument de marmură, sub care a fost depus sicriul cu rămășițele pământești ale principelui mai sus menționat, decedat la Paris în 18 martie 1907. În exteriorul bisericii se află încastrată în zid o placă de marmură pe care este reprezentat blazonul familiei Mavrocordat și sub el următoarea inscripție: "+ Principele Alexandru Gh. Maurocordato decedat la 18 martie 1907 in etate de 64 ani. Sicriul cu rămășițele pământești se află sub placa aceasta in temelia bisericei." 
În anii ’90 ai secolului al XX-lea s-au efectuat reparații atât la structură prin injectare în elementele de rezistență, cât și refacerea totală a tencuielilor exterioare și interioare. În 1996, în timpul păstoririi preotului-paroh Mihai Rusu, lăcașul de cult a fost împodobit cu pictură în ulei de către pictorii Costin și Zenaida Racheriu. Lucrările de pictare și de înfrumusețare a bisericii au fost sponsorizate de Adolf Abramovici din Frankfurt pe Main. Pe peretele vestic al pridvorului a fost pictat ctitorul Gheorghe Abramovici. Biserica a fost sfințită la 17 septembrie 2000 de către mitropolitul Daniel Ciobotea al Moldovei și Bucovinei, înconjurat de un sobor de preoți.
Pe peretele vestic al pronaosului a fost pictată următoarea inscripție: „PISANIE. Cu vrerea Tatălui, ajutorul Fiului și împreună lucrarea Sf. Duh ziditu-sa acest sf. lacaș la anul 1834, de către fam. Sturza și Maurocordato. Biserica a necesitat reparații atît la structură prin injectare în elementele de rezistență cît și refacerea totală a tencuielelor exterioare și interioare. La anul 1996 sub îndrumarea preotului paroh Rusu Mihai s-a împodobit cu pictură în tehnica ulei de către Costin și Zenaida Racheriu. Pictura și elementele de înfrumusețare au fost donate de Adolf Abramovici din Frankfurt oe Main fost locuitor al Iașilor. Biserica a fost sfințită la 17-IX-2000 de I.P.S. Daniel mitropolitul Moldovei și Bucovinei înconconjurat de un sobor de preoți, unde sau ridicat rugaciuni de credință și slavă pentru reîntregire și unitate a neamului românesc. În vceci amin.”
Biserica are hramul Nașterea Maicii Domnului, serbat în fiecare an la 8 septembrie.  

## Imagini

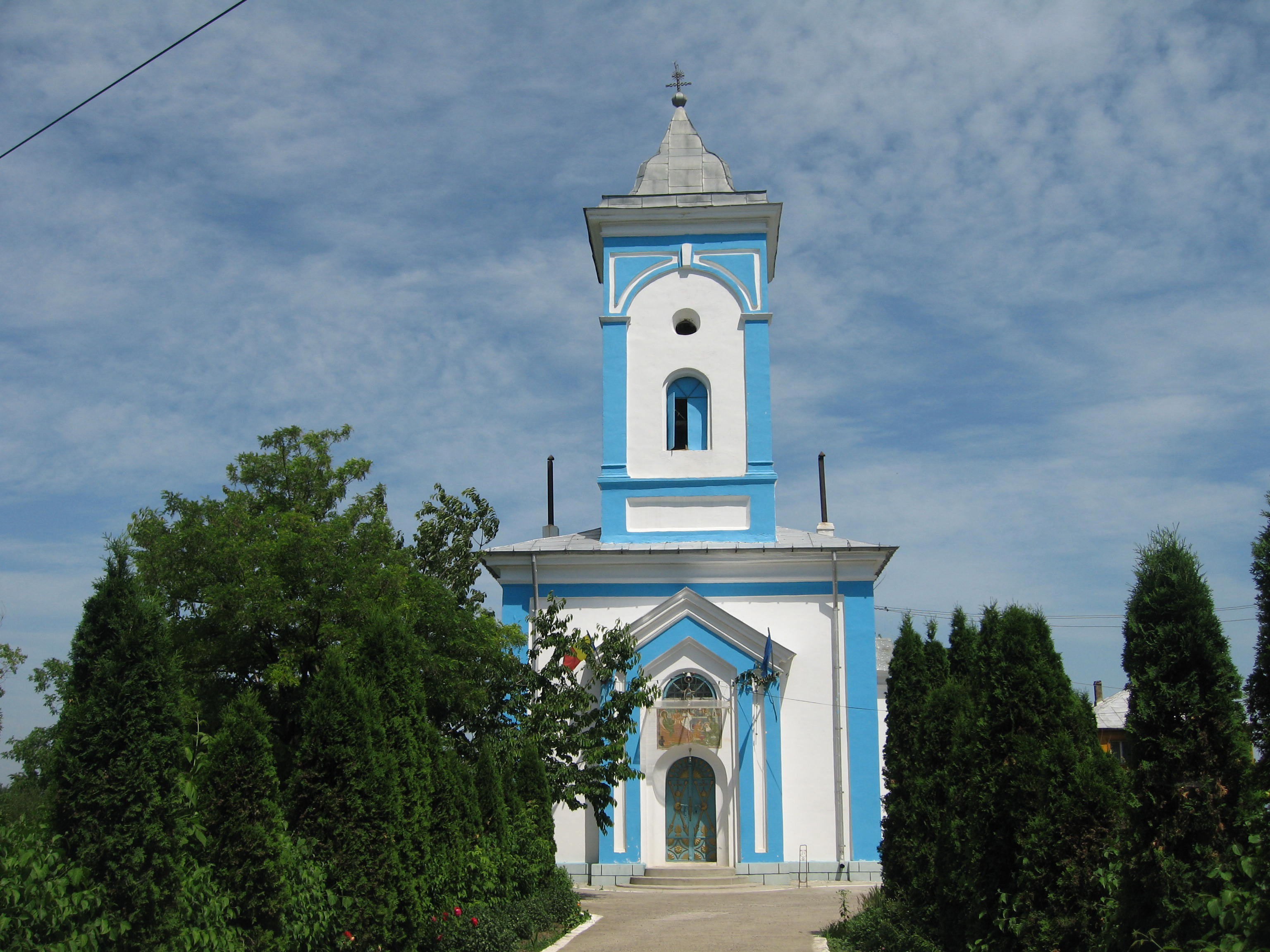
Biserica Naşterea Maicii Domnului din Miroslava
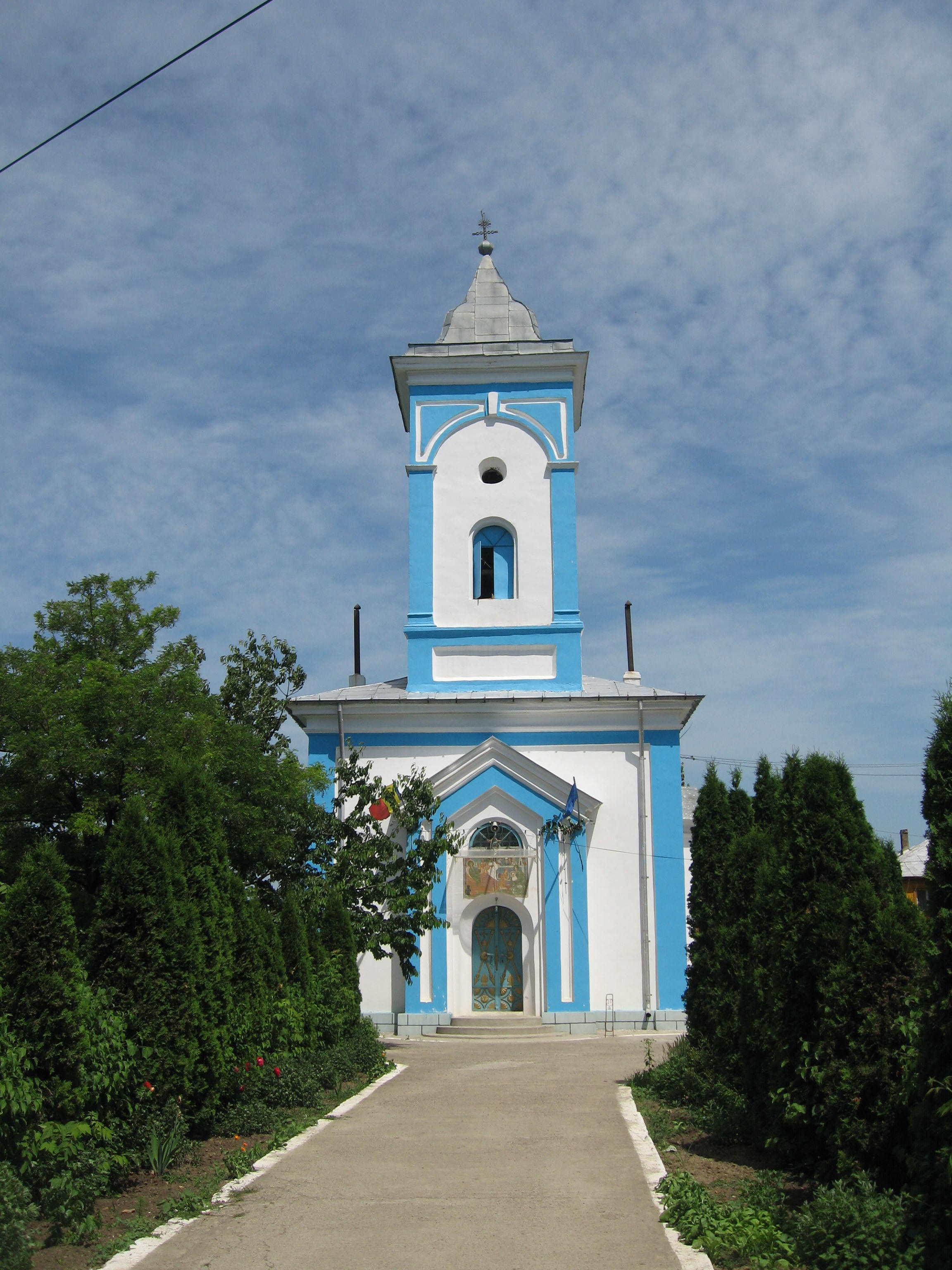
Biserica Naşterea Maicii Domnului din Miroslava
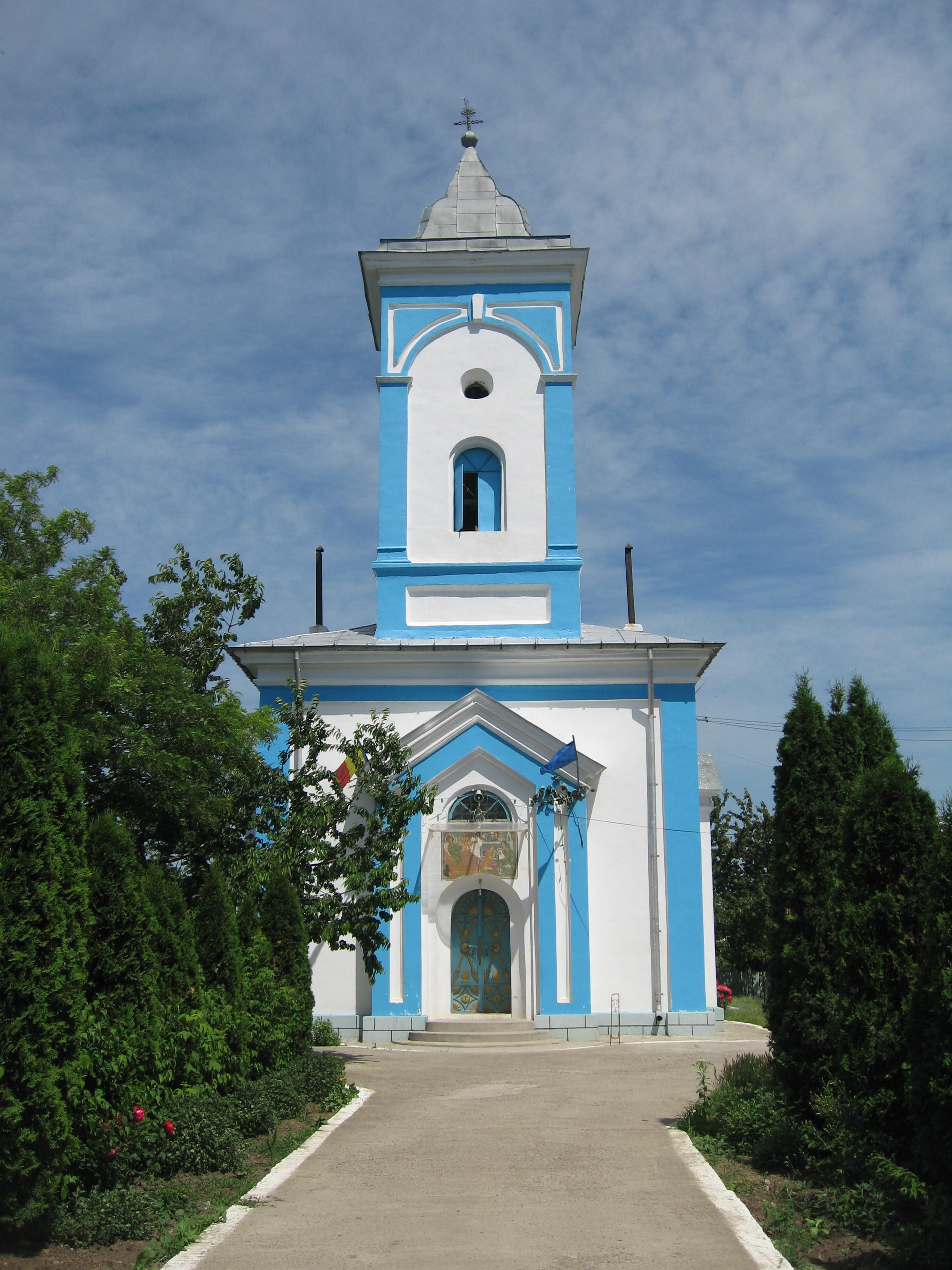
Biserica Naşterea Maicii Domnului din Miroslava
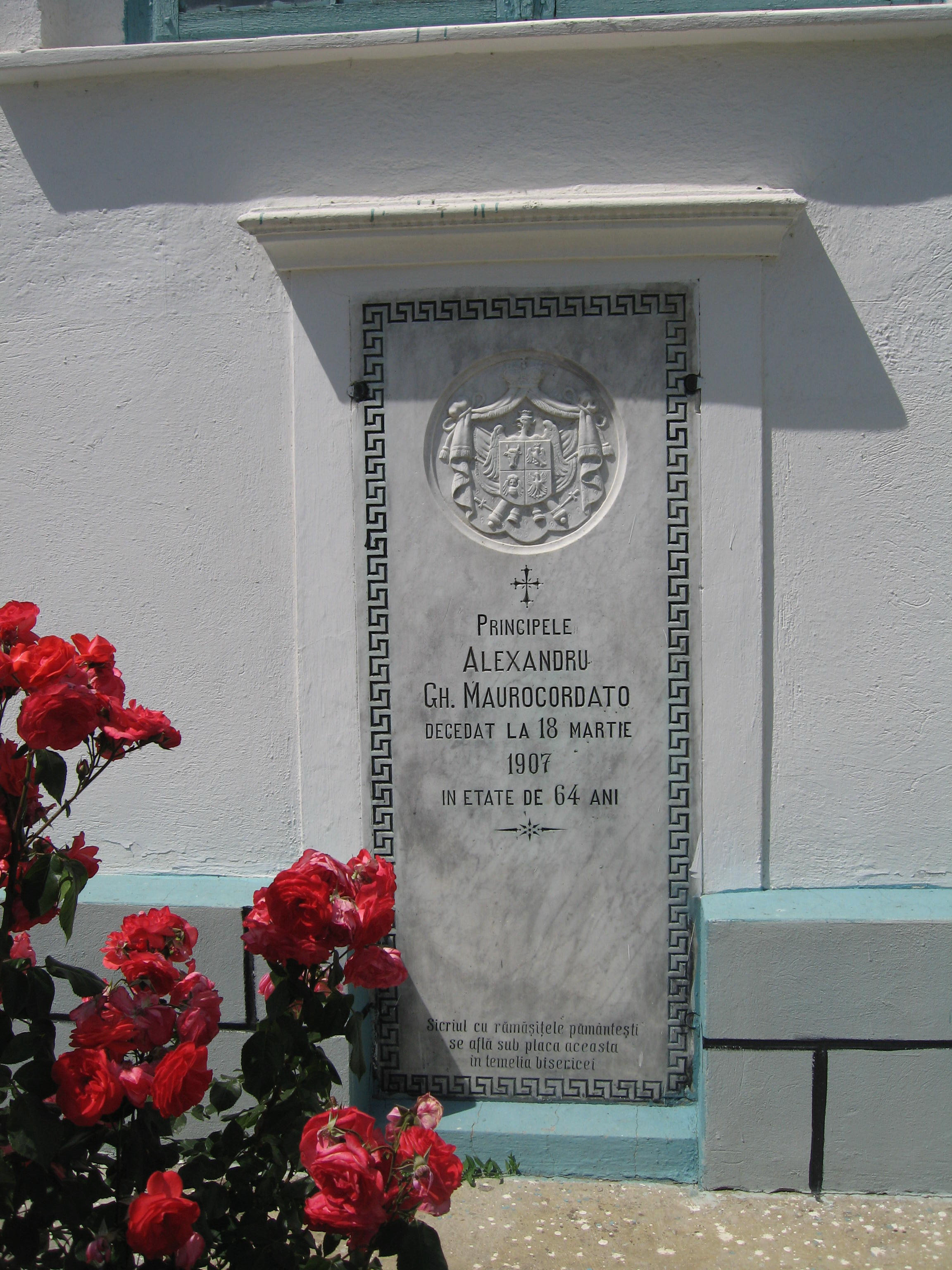
Placa funerară a principelui Alexandru Gh. Mavrocordat pe latura sudică a bisericii
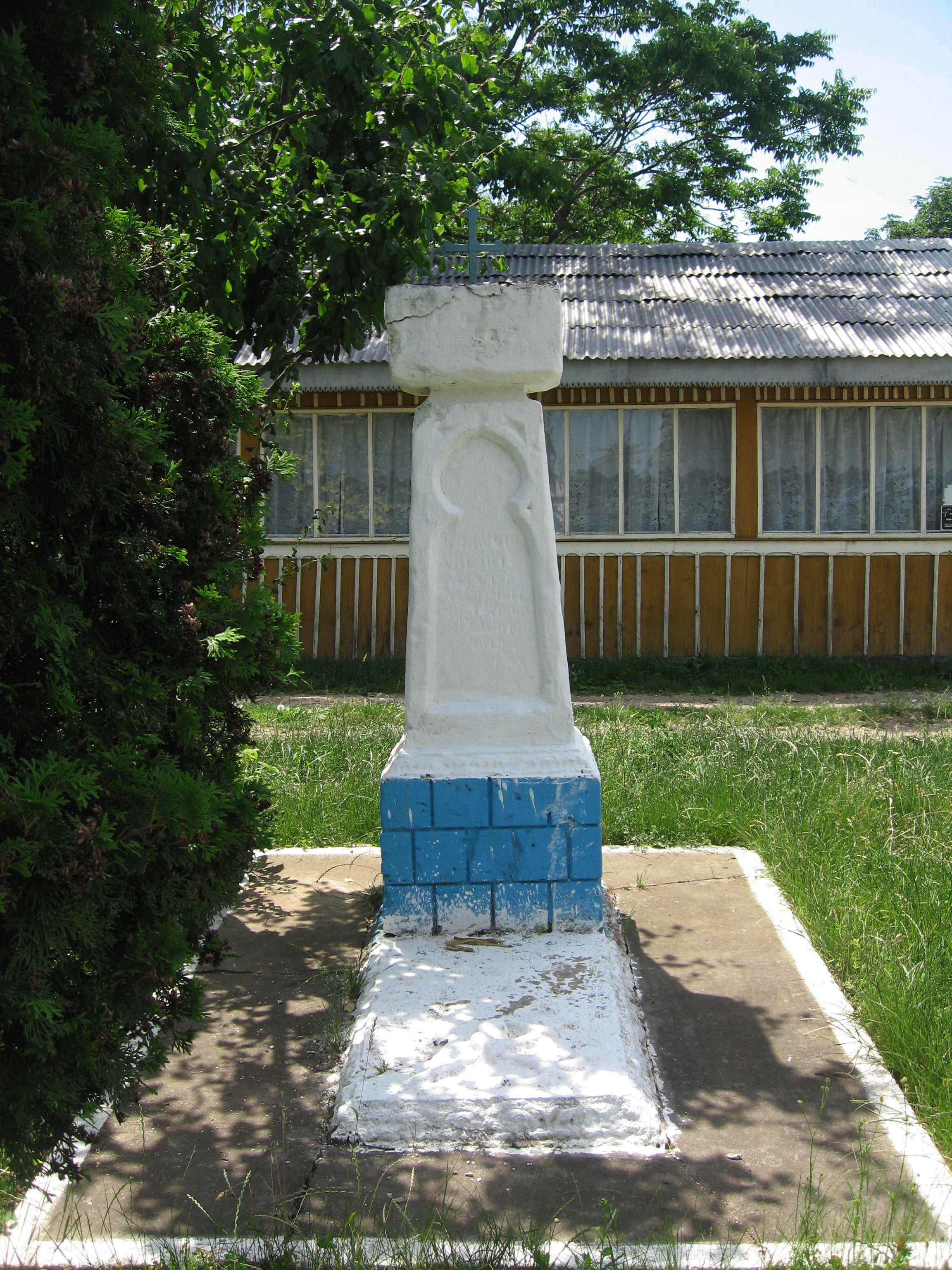
Mormânt în curtea bisericii
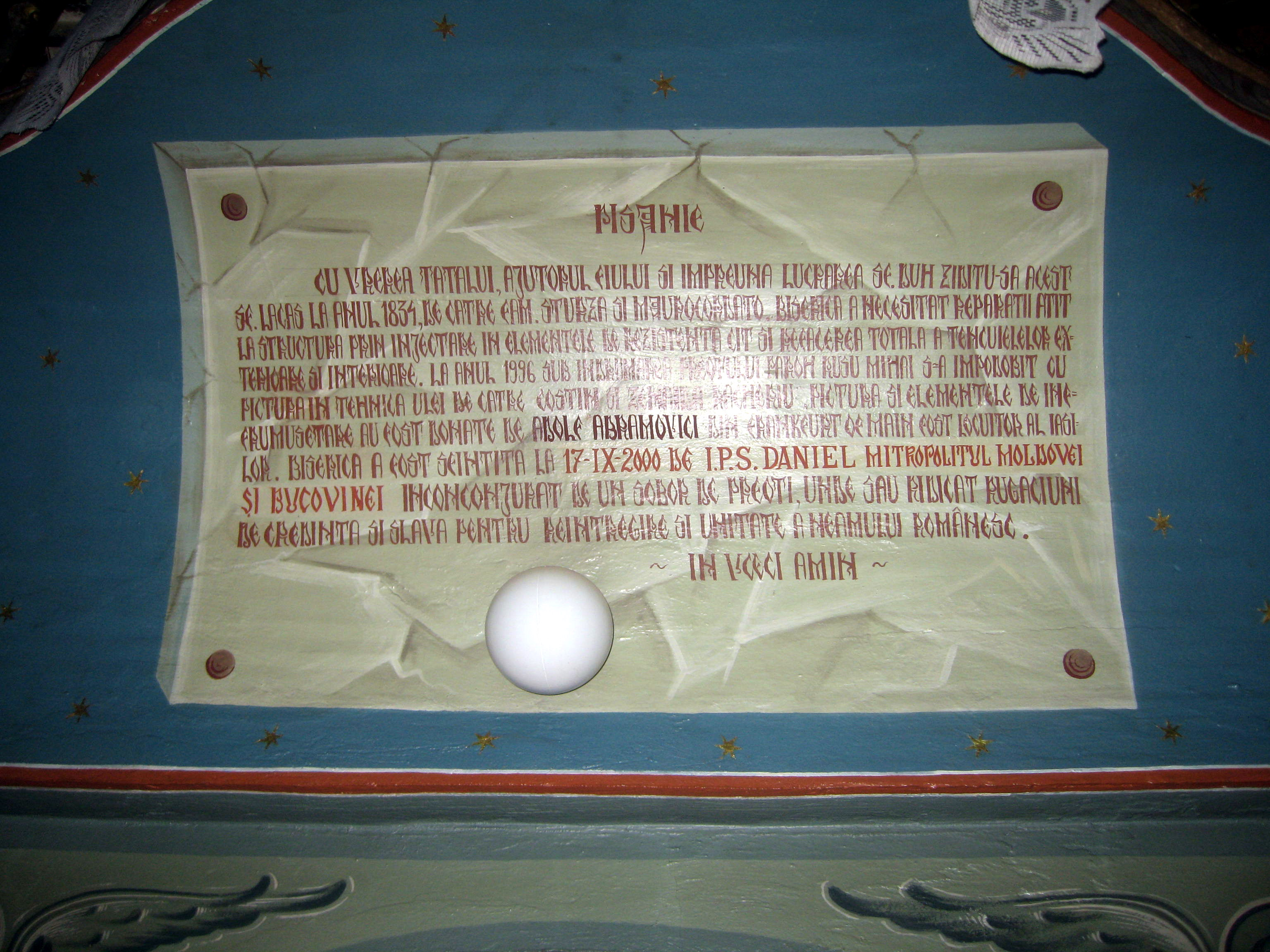
Pisania pictată